# Intermedia (Perú)
La Intermedia era un campeonato de promoción en Perú entre la Primera División como categoría superior y la Segunda División y Copa Perú como categorías inferiores. Este sistema campeonato se fundó en 1984 y mantuvo vigencia hasta 1987. Cada región era libre de cómo organizar sus campeonatos regionales e intermedias. Con este modelo, los equipos podrían mantenerse o ascender a la primera profesional, mientras otros  mantenerse en la Intermedia o descender a la Copa Perú. En el caso particular de Lima, la Intermedia estaba dividida en dos. A su vez, los equipos que descendía, podría voluntariamente afiliarse a la Liga Mayor Fútbol de Lima.

## Historia
Se desarrolló durante el sistema de Campeonatos Regionales entre los años 1984 y 1987, jugado entre los meses de octubre a febrero del siguiente año.
Al igual que la Primera División se encontraba dividida en cuatro zonas: Norte, Centro, Sur y Metropolitana. En las tres primeras participaban los peores de la respectiva zona en Primera División contra equipos provenientes de la Copa Perú. Los mejores equipos de cada zona clasificaban o se mantenía en la Primera División, para la siguiente temporada. Mientras que el resto, se mantenía en la Intermedia o descendía a la Copa Perú.
En el caso de la Zona Metropolitana se dividía en Intermedia A e Intermedia B. En Intermedia A jugaban los peores de la Zona Metropolitana de Primera y los mejores de Segunda División. Luego aquellos equipos ganadores y de mejor puntaje pasaban o se mantenía en la Primera División. 
El resto de equipos de Segunda jugaban la Intermedia B contra los ganadores de las regiones IV y IX (equipos de Lima y Callao en su mayoría e Ica) de la Copa Perú para definir quienes enfrentarían a los equipos de Intermedia A que no habían logrado el ascenso en pos de obtener los últimos cupos a Primera División. 
De la Intermedia B también salía el equipo que retornaba a la Copa Perú que se sumaba al descendido del torneo de Segunda División. Finalizadas ambas intermedias los equipos que no lograron ascender a Primera y evitaron el descenso a Copa Perú jugaban en Segunda División al año siguiente.
En 1986 no se disputó la Intermedia B; en 1987 se disputó con los equipos de la Región IV, el ganador de la Región IX accedió a la Segunda División 1988.

## Campeonatos

### Segunda División Metropolitana 1984
- Unión González Prada - a Intermedia A
- Juventud La Joya - a Intermedia A
- Deportivo San Agustín - a Intermedia B
- Deportivo AELU - a Intermedia B
- Alcides Vigo - a Intermedia B
- Deportivo Cantolao - a Intermedia B
- Centro Iqueño - a Intermedia B
- Deportivo Aviación de Pisco - a Intermedia B
- Defensor Mayta Cápac - a Intermedia B
- Juventud Progreso - a Intermedia B
- Atlético Independiente - a Intermedia B
- Miraflores FC - a Intermedia B

### Intermedia 1984

#### Zona Metropolitana

##### Intermedia A
- Deportivo Municipal - a Primera División 1985
- Atlético Chalaco - a Primera División 1985
- Octavio Espinosa - a Primera División 1985
- Juventud La Joya - a Primera División 1985
- Juventud La Palma - a liguilla de promoción
- Unión González Prada - a liguilla de promoción

##### Intermedia B
- Deportivo San Agustín - a liguilla de promoción
- Deportivo AELU - a liguilla de promoción
- Alcides Vigo - a Segunda División 1985
- Deportivo Cantolao - a Segunda División 1985
- Centro Iqueño - a Segunda División 1985
- Grumete Medina - a Segunda División 1985
- Escuela Técnica del Ejército - a Segunda División 1985
- Deportivo Aviación - a Segunda División 1985
- Defensor Mayta Cápac - a Segunda División 1985
- Juventud Progreso - a Segunda División 1985
- Atlético Independiente - a Segunda División 1985
- Miraflores FC - a Copa Perú 1985

##### Liguilla de promoción
- Deportivo San Agustín - a Primera División 1985
- Juventud La Palma - a Primera División 1985
- Deportivo AELU - a Segunda División 1985
- Unión González Prada - a Segunda División 1985

#### Zona Norte
- Carlos A. Mannucci - a Primera División 1985
- José Gálvez - a Primera División 1985
- Deportivo Juan Aurich - a Copa Perú 1985
- Deportivo Sider Perú - a Copa Perú 1985
- Deportivo Cañaña - a Copa Perú 1985

#### Zona Centro
- León de Huánuco - a Primera División 1985
- Defensor ANDA - a Primera División 1985
- Hostal Rey - a Primera División 1985
- Deportivo Cooptrip - a Primera División 1985
- Deportivo Hospital - a Copa Perú 1985

#### Zona Sur
- Alfonso Ugarte - a Primera División 1985
- Cienciano - a Primera División 1985
- Atlético Huracán - a Primera División 1985
- Atlético Agrario - a Copa Perú 1985

### Segunda División Metropolitana 1985
- Alcides Vigo - a Intermedia A
- Centro Iqueño - a Intermedia A
- Deportivo Cantolao - a Intermedia B
- Juventud Progreso - a Intermedia B
- Escuela Técnica del Ejército  - a Intermedia B
- Grumete Medina - a Intermedia B
- Deportivo Aviación  - a Intermedia B
- Atlético Independiente  - a Intermedia B
- Defensor Mayta Cápac - a Copa Perú 1986

Nota: Unión González Prada desistió de participar y Deportivo AELU fue inhabilitado por un año por una mala inscripción en 1984.

### Intermedia 1985

#### Zona Metropolitana

##### Intermedia A
- Deportivo San Agustín Deportivo San Agustín - a Primera División 1986
- Juventud La Palma - a Primera División 1986
- Unión Huaral - a liguilla de promoción
- Atlético Chalaco - a liguilla de promoción
- Alcides Vigo - a liguilla de promoción
- Centro Iqueño - a liguilla de promoción

##### Intermedia B
Norte
- Deportivo Cantolao - a preliguilla
- Juventud Progreso - a preliguilla
- Escuela Técnica del Ejército - a preliguilla
- Grumete Medina - a Segunda División 1986
- Defensor Lima - a Segunda División 1986
- Círcolo Sportivo Paramonga - a Segunda División 1986
- Aurora Miraflores - a Segunda División 1986
- Juventud Apurímac de Chosica- a Copa Perú 1986

Sur
- Deportivo Aviación - a preliguilla
- Atlético Independiente - a Segunda División 1986
- Guardia Republicana - a preliguilla
- Lawn Tennis - a preliguilla
- Walter Ormeño - a Segunda División 1986
- Atlético Peruano - a Segunda División 1986
- Deportivo Enapu - a Segunda División 1986
- Santos F.C. (Chincha) - a Segunda División 1986

##### Preliguilla
- Deportivo Cantolao - a liguilla de promoción
- Guardia Republicana - a liguilla de promoción
- Juventud Progreso - a Segunda División 1986
- Escuela Técnica del Ejército - a Segunda División 1986
- Lawn Tennis - a Segunda División 1986
- Deportivo Aviación - a Segunda División 1986

##### Liguilla de promoción
- Guardia Republicana - a Primera División 1986
- Unión Huaral - a Primera División 1986
- Centro Iqueño - a Segunda División 1986
- Atlético Chalaco - a Segunda División 1986
- Alcides Vigo - a Segunda División 1986
- Deportivo Cantolao - a Segunda División 1986

#### Zona Norte
- Atlético Grau - a Primera División 1986
- Atlético Torino - a Primera División 1986
- José Gálvez - a Copa Perú 1986
- Sport Pilsen - a Copa Perú 1986
- Cultural Casma - a Copa Perú 1986

#### Zona Centro
- León de Huánuco - a Primera División 1986
- Unión Minas - a Primera División 1986
- Defensor ANDA - a Primera División 1986
- Deportivo Pucallpa - a Primera División 1986
- Chanchamayo FC - a Copa Perú 1986
  - El Deportivo Cooptrip se Cambió de Nombre a Deportivo Pucallpa.

#### Zona Sur
- Atlético Huracán - a Primera División 1986
- Mariscal Nieto - a Primera División 1986
- Cienciano - a Primera División 1986
- Diablos Rojos - a Copa Perú 1986
- Bancos Unidos - a Copa Perú 1986

### Segunda División Metropolitana 1986

#### Zona Norte
- Internazionale - Clasifica a Liguilla
- Lawn Tennis - Clasifica a Liguilla
- Deportivo AELU - Clasifica a Liguilla
- Juventud Progreso - Clasifica a Liguilla
- Atlético Chalaco - a Segunda División 1987
- Aurora Miraflores - a Segunda División 1987
- Círcolo Sportivo Paramonga - a Segunda División 1987
- Esther Grande de Bentín - a Segunda División 1987
- Defensor Lima - a Segunda División 1987
- Atlético Peruano - a Copa Perú 1987

#### Zona Sur
- Walter Ormeño - Clasifica a Liguilla
- Deportivo CITEN - Clasifica a Liguilla
- Deportivo Aviación de Pisco - Clasifica a Liguilla
- Atlético Independiente - Clasifica a Liguilla
- Escuela Técnica del Ejército - a Segunda División 1987
- Deportivo Enapu - a Segunda División 1987
- Alcides Vigo - a Segunda División 1987
- Grumete Medina - a Segunda División 1987
- Santos FC (Chincha) - a Segunda División 1987
- Centro Iqueño - a Copa Perú 1987

#### Liguilla Final
- Internazionale - clasifica a Intermedia A
- Deportivo AELU - clasifica a Intermedia A
- Atlético Independiente - a Segunda División 1987
- Walter Ormeño - a Segunda División 1987
- Juventud Progreso - a Segunda División 1987
- Lawn Tennis - a Segunda División 1987
- Deportivo CITEN - a Segunda División 1987
- Deportivo Aviación de Pisco - a Segunda División 1987

### Intermedia 1986

#### Zona Metropolitana

##### Intermedia A
- Internazionale - a Primera División 1987
- Colegio Nacional de Iquitos - a Primera División 1987
- Unión Huaral - a Primera División 1987
- Juventud La Joya - a Primera División 1987
- Circolo Sportivo Guardia Republicana - a Segunda División 1987
- Deportivo AELU - a Segunda División 1987

##### Intermedia B
- No hubo torneo

#### Zona Norte
- Atlético Torino - a Primera División 1987
- Carlos A. Mannucci - a Primera División 1987
- Los Espartanos- a Copa Perú 1987
- Deportivo UNP- a Copa Perú 1987
- Libertad- a Copa Perú 1987

#### Zona Centro
- Mina San Vicente - a Primera División 1987
- Deportivo Junín - a Primera División 1987
- León de Huánuco - a Copa Perú 1987
- Universidad San Cristóbal de Huamanga - a Copa Perú 1987

#### Zona Sur
- Alfonso Ugarte - a Primera División 1987
- Atlético Huracán - a Primera División 1987
- Juvenil Los Angeles - a Primera División 1987
- Diablos Rojos - a Copa Perú 1987
- Mariscal Nieto - a Copa Perú 1987

### Segunda División Metropolitana 1987

#### Primera fase
Norte
- Defensor Lima - a Segunda fase
- Deportivo CITEN - a Segunda fase
- Aurora Miraflores - a Segunda fase
- Guardia Republicana - a Segunda fase
- Juventud Progreso - a Intermedia B
- Grumete Medina - a Intermedia B
- Real Olímpico - a Intermedia B
- Lawn Tennis - a Intermedia B
- Deportivo Enapu - a Intermedia B
- Círcolo Sportivo Paramonga - a Copa Perú 1988

Sur
- Deportivo AELU - a Segunda fase
- Walter Ormeño - a Segunda fase
- Escuela Técnica del Ejército - a Segunda fase
- Esther Grande de Bentín - a Segunda fase
- Santos FC (Chincha) - a Intermedia B
- Defensor Rímac - a Intermedia B
- Alcides Vigo - a Intermedia B
- Atlético Chalaco  - a Intermedia B
- Deportivo Aviación de Pisco  - a Intermedia B
- Atlético Independiente  - a Intermedia B

#### Segunda fase
- Deportivo AELU - a Intermedia A
- Walter Ormeño - a Intermedia A
- Deportivo CITEN.  - a Intermedia A
- Escuela Técnica del Ejército - a Intermedia A
- Defensor Lima - a Liguilla extra
- Esther Grande de Bentín - a Liguilla extra
- Aurora Miraflores - a Liguilla extra
- Guardia Republicana - a Liguilla extra

#### Liguilla extra
- Defensor Lima - a Intermedia A
- Guardia Republicana - a Intermedia B
- Esther Grande de Bentín - a Intermedia B
- Aurora Miraflores - a Intermedia B

### Intermedia 1987

#### Zona Metropolitana

##### Intermedia A
- Deportivo AELU - a Primera División 1988
- Internazionale - a Primera División 1988
- Octavio Espinosa - a Primera División 1988
- Juventud La Joya - a Primera División 1988
- Juventud La Palma - a repechaje
- Walter Ormeño - a Segunda División 1988
- Sport Boys - a Segunda División 1988
- Defensor Lima - a Segunda División 1988
- Deportivo CITEN - a Segunda División 1988
- Escuela Técnica del Ejército - a Segunda División 1988
  - Antes de Iniciar la Temporada El Internacional Cantolao se Cambió de Nombre a Circolo Sportivo Internazionale San Borja
  - Antes de Iniciar la Temporada El Club La Joya-Iqueño retornó de Nombre a Juventud La Joya.

##### Intermedia B
Norte
- Alcides Vigo - a liguilla de promoción
- Hijos de Yurimaguas  - a liguilla de promoción
- Atlético Chalaco - a liguilla de promoción
- Juventud Progreso - a Segunda División 1988
- Aurora Miraflores - a Segunda División 1988
- Grumete Medina - a Segunda División 1988

Sur
- Guardia Republicana - a liguilla de promoción
- Lawn Tennis - a liguilla de promoción
- Deportivo Enapu - a liguilla promoción
- Deportivo Aviación - a Segunda División 1988
- Atlético Independiente - a Segunda División 1988
- Once Estrellas (Chincha) - a Segunda División 1988
- Esther Grande de Bentín - a Segunda División 1988
- Santos FC (Chincha) - a Copa Perú 1988

##### Liguilla de promoción
- Guardia Republicana - a repechaje
- Alcides Vigo - a Segunda División 1988
- Hijos de Yurimaguas - a Segunda División 1988
- Atlético Chalaco - a Segunda División 1988
- Lawn Tennis - a Segunda División 1988
- Deportivo Enapu - a Segunda División 1988

##### Repechaje
- Guardia Republicana - a Primera División 1988
- Juventud La Palma - a Segunda División 1988

#### Zona Norte
- Alianza Atlético - a Primera División 1988
- Atlético Grau - a Primera División 1988
- 15 de Setiembre - a Primera División 1988
- Juan Aurich - a Primera División 1988
- Deportivo Cañaña - a Primera División 1988
- Atlético Torino - a Copa Perú 1988
- Estudiantes Casanovistas  - a Copa Perú 1988
- Deportivo UNP - a Copa Perú 1988

#### Zona Centro
- Asociación Deportiva Tarma - a Primera División 1988
- León de Huánuco - a Primera División 1988
- Alipio Ponce - a Primera División 1988
- Mina San Vicente - a Primera División 1988
- Defensor ANDA - a Primera División 1988
- Social Magdalena  - a Copa Perú 1988
- Universidad San Cristóbal de Huamanga  - a Copa Perú 1988
- Mariano Melgar - a Copa Perú 1988

#### Zona Sur
- FBC Melgar - a Primera División 1988
- Alianza Naval - a Primera División 1988
- Atlético Huracán - a Primera División 1988
- Diablos Rojos - a Primera División 1988
- Deportivo Tintaya - a Primera División 1988
- Juvenil Los Angeles  - a Copa Perú 1988
- Mariscal Nieto  - a Copa Perú 1988
- Centauro Guardia Republicana  - a Copa Perú 1988

## Ascensos a la Primera División
| Ed.                 | Temporada | Zona Metropolitana                                                                                   | Zona Norte                                                                   | Zona Centro                                                     | Zona Sur                                                                  |
| ------------------- | --------- | --- | ---------------------------------------------------------------------------- | --------------------------------------------------------------- | ------------------------------------------------------------------------- |
| 1                   | 1984      | Deportivo Municipal Atlético Chalaco Octavio Espinosa Juventud La Joya San Agustín Juventud La Palma | Carlos A. Mannucci José Gálvez FBC                                           | León de Huánuco Defensor ANDA Hostal Rey Deportivo Cooptrip     | Alfonso Ugarte Cienciano Atlético Huracán                                 |
| 2                   | 1985      | San Agustín Juventud La Palma Guardia Republicana Unión Huaral                                       | Atlético Grau Atlético Torino                                                | León de Huánuco Unión Minas Defensor ANDA Deportivo Cooptrip    | Atlético Huracán Mariscal Nieto Cienciano                                 |
| 3                   | 1986      | Internazionale CNI Unión Huaral Juventud La Joya                                                     | Atlético Torino Carlos A. Mannucci                                           | Mina San Vicente Deportivo Junín                                | Alfonso Ugarte Atlético Huracán Juvenil Los Ángeles                       |
| 4                   | 1987      | AELU Internazionale Octavio Espinosa Juventud La Joya Guardia Republicana                            | Alianza Atlético Atlético Grau 15 de Septiembre Juan Aurich Deportivo Cañaña | ADT León de Huánuco Alipio Ponce Mina San Vicente Defensor ANDA | FBC Melgar Alianza Naval Atlético Huracán Diablos Rojos Deportivo Tintaya |
| Torneo Desaparecido |           | |                                                                              |                                                                 |                                                                           |

## Ascensos a la Intermedia
- Los equipos que ascendía a la Intermedia B Metropolitana, generalmente era el campeón de la Etapa Regional Grupo IV (Se agrupaban los campeones de Lima Metropolitana, Lima Provincias, la Provincia Constitucional del Callao y el Departamento de Ica).
- A su vez, el campeón (en ocasiones el subcampeón) de la Liga Mayor Fútbol de Lima.

## Nota
- Los equipos de la segunda división (en su mayoría de Lima y Callao), tenía dos chances de ascender a la primera división. Mediante la Intermedia A o la Intermedia B. Por supuesto, en esa época, los equipos tenían que estar mejor posicionados en el campeonato de la segunda profesional, para acceder a la Intermedia A o Intermedia B según sea el caso.